# Giải SEFCA cho phim ngoại ngữ hay nhất
Giải SEFCA cho phim ngoại ngữ hay nhất là một giải của SEFCA dành cho phim không nói tiếng Anh, được bầu chọn là hay nhất trong năm. Giải này được lập từ năm 1997.

## Các phim đoạt giải

### Thập niên 1990
| Năm  | Phim                                | Nước     | Đạo diễn        |
| ---- | ----------------------------------- | -------- | --------------- |
| 1997 | Shall We Dance? (Shall we dansu?)   | Nhật Bản | Masayuki Suo    |
| 1998 | Life Is Beautiful (La vita è bella) | Ý        | Roberto Benigni |
| 1999 | Run Lola Run (Lola rennt)           | Đức      | Tom Tykwer      |

### Thập niên 2000
| Năm  | Phim                                                             | Nước        | Đạo diễn           |
| ---- | ---------------------------------------------------------------- | ----------- | ------------------ |
| 2000 | Crouching Tiger, Hidden Dragon (Wo hu cang long)                 | Đài Loan    | Ang Lee            |
| 2001 | Amélie (Le fabuleux destin d'Amélie Poulain)                     | Pháp        | Jean-Pierre Jeunet |
| 2002 | And Your Mother Too (Y tu mamá también)                          | México      | Alfonso Cuarón     |
| 2003 | City of God (Cidade de Deus)                                     | Brasil      | Fernando Meirelles |
| 2004 | Maria Full of Grace (Maria, llena eres de gracia)                | Colombia    | Joshua Marston     |
| 2005 | Hidden (Caché)                                                   | Pháp        | Michael Haneke     |
| 2006 | Pan's Labyrinth (El laberinto del fauno)                         | Tây Ban Nha | Guillermo Del Toro |
| 2007 | The Diving Bell and the Butterfly (Le scaphandre et le papillon) | Pháp        | Julian Schnabel    |
| 2008 | Let the Right One In (Låt den rätte komma in)                    | Thụy Điển   | Tomas Alfredson    |

Bản mẫu:SEFCA Awards Chron